# Les Cousins
Les Cousins is een Franse dramafilm uit 1959 onder regie van Claude Chabrol.

## Verhaal
Charles trekt weg uit de provincie om in Parijs te gaan studeren. Daar woont hij in bij zijn decadente, stadse neef Paul. Charles wordt verliefd op Florence, die hem echter bedriegt met Paul. Florence trekt in bij Paul en Charles wordt jaloers. Op datzelfde ogenblik moeten de beide neven ook studeren voor hetzelfde examen. Paul slaagt voor het examen, zij het veeleer door zijn zelfverzekerde voorkomen dan door zijn vakkennis. Charles is zenuwachtig en zakt, hoewel hij zich goed heeft voorbereid. Uit woede wil hij zijn neef doodschieten, maar zijn pistool ketst. De volgende morgen speelt Paul met het pistool en doodt hij per ongeluk zijn neef. Zo krijgt Paul voor het eerst in zijn leven medelijden met een ander mens.

## Rolverdeling
| Acteur             | Personage        |
| ------------------ | ---------------- |
| Gérard Blain       | Charles          |
| Jean-Claude Brialy | Paul             |
| Juliette Mayniel   | Florence         |
| Guy Decomble       | Boekhandelaar    |
| Geneviève Cluny    | Geneviève        |
| Michèle Méritz     | Yvonne           |
| Corrado Guarducci  | Italiaanse graaf |
| Stéphane Audran    | Françoise        |
| Paul Bisciglia     | Marc             |
| Jeanne Pérez       | Schoonmaakster   |
| Françoise Vatel    | Martine          |